# Scaptia auripleura
Scaptia auripleura är en tvåvingeart som först beskrevs av Taylor 1917.  Scaptia auripleura ingår i släktet Scaptia och familjen bromsar. Inga underarter finns listade i Catalogue of Life.